# هنینگ برگر
هنینگ برگر (انگلیسی: Henning Bürger؛ زادهٔ ۱۶ دسامبر ۱۹۶۹) بازیکن فوتبال اهل آلمان است.
از باشگاه‌هایی که در آن بازی کرده‌است می‌توان به باشگاه فوتبال شالکه ۰۴، باشگاه فوتبال کارل زایس ینا، باشگاه فوتبال قوت-وایس ارفورت، باشگاه فوتبال آینتراخت فرانکفورت، باشگاه فوتبال زاربروکن، باشگاه فوتبال سن پائولی، و باشگاه فوتبال نورنبرگ اشاره کرد.